# Kim Jae-wook
Kim Jae-wook (hangul: 김재욱, hanja: 金材昱, RR: Gim Jae-uk), es un actor y modelo surcoreano.

## Biografía
Su padre fue un periodista, por lo que pasó parte de su infancia en Japón y habla con fluidez japonés.
Estudió en el Instituto de las Artes de Seúl.
El 5 de julio de 2011 se alistó para cumplir su servicio militar obligatorio, el cual finalizó en 2013.

## Carrera
Desde 2017 forma parte de la agencia "Management SOOP". Previamente formó parte de la agencia "Better ENT" de junio del 2015 hasta el 2017.
En 2002 se unió al elenco recurrente de la serie Ruler of Your Own World donde dio vida a Ki-hong, uno de los miembros de la banda.
En 2007 se unió al elenco recurrente de la serie Dal-ja's Spring donde interpretó a Choon-ha, el amigo de Kang Tae-bong (Lee Min-ki) que trabaja en el mercado de Dongdaemum.
Ese mismo año se unió al elenco recurrente de la serie Coffee Prince donde dio vida a Noh Sun-ki, el chef en "Coffee Prince", un hombre atractivo y mitad japonés que es reclutado para hacer sus populares gofres en la cafetería.
En 2008 se unió al elenco de la serie The Kingdom of the Winds donde interpretó a Chu Bal-so, un líder de una pandilla de las calles de Julbon.
En octubre de 2009 se unió como a la banda de rock conocida como "Walrus" junto a tres amigos, donde fue el guitarrista y vocalista.
En 2010 se unió al elenco principal de la serie Marry Me, Mary! (también conocida como "Mary Stayed Out All Night") donde dio vida a Byun Jung-in, el representante líder de "JI Entertainment", una muy conocida compañía de dramas, hasta el final de la serie en diciembre del mismo año.
En mayo de 2011; junto a las modelos Jang Yoon-ju, Ji Hyun-jung, Han Hye-jin y Song Kyung-ah; coescribió "Top Model", un libro basado en sus experiencias en la industria del modelaje.
En julio de 2013 se unió al elenco principal de la serie Who Are You?, donde interpretó al detective Lee Hyung-joon, un oficial que es asesinado trabajando en un importante caso mientras que su novia la detective Yang Shi-ohn (So Yi-hyun) también es atacada por lo que pierde la memoria y no recuerda lo que sucedió esa fatídica noche.
En 2014 se unió al elenco de la serie Inspiring Generation, donde dio vida al artista Kim Soo-ok, el amigo Shin Jung-tae (Kim Hyun-joong), así como su rival por el afecto de Yoon Ok-ryun (Jin Se-yeon).
En agosto de 2016 apareció en la película The Last Princess, donde interpretó al conde y poeta japonés So Takeyuki, quien se convertiría en el esposo de la Princesa Deokhye de Corea (Son Ye-jin).
En enero de 2017 se unió al elenco recurrente de la serie Voice, donde dio vida al asesino psicopático Mo Tae-goo, el CEO de "Sungwun Express", una persona de interés en el caso de asesinato de la esposa del policía de Eunhyung-dong.
El 18 de septiembre del mismo año se unió al elenco principal de la serie Temperature of Love, donde interpretó a Park Jung-woo, el CEO de una agencia de entretenimiento y socio comercial de On Jung-seon (Yang Se-jong), hasta el final de la serie el 21 de noviembre del mismo año.
El 12 de septiembre de 2018 se unió al elenco principal de la serie sobrenatural The Guest, donde dio vida a Choi Yoon, un sacerdote cínico y frío que aliena a las personas, pero que es reconocido por sus habilidades como exorcista. El actor Jung Yoo-geun interpretó a Choi Yoon de pequeño.
El 10 de abril de 2019 se unió al elenco principal de la serie Her Private Life, donde interpretó a Ryan Gold, un aclamado pintor al que no le interesa la vida de los demás que luego de convertirse en el director de una galería de arte y conocer a la curadora Sung Duk-min (Park Min-young) comienza a enamorarse de ella, hasta el final de la serie el 30 de mayo del mismo año.
En noviembre del mismo año se anunció que estaba en pláticas para unirse al elenco principal de la serie Train, sin embargo el papel finalmente fue interpretado por el actor Yoon Shi-yoon.
En octubre de 2021, tras dos años alejado de la televisión, se confirmó que se había unido al elenco principal de la serie Crazy Love, donde da vida a Noh Go-jin, el CEO de "GO Study" y un instructor top de matemáticas en el País. La serie se estrenará el 7 de marzo de 2022.

## Filmografía

### Series de televisión
| Año     | Título                                | Personaje           | Notas               | Ref.          |
| ------- | ------------------------------------- | ------------------- | ------------------- | ------------- |
| 2002    | Ruler of Your Own World               | Ki-hong             |                     |               |
| 2007    | Coffee Prince                         | Noh Sun-ki          | 17 episodios        |               |
| 2007    | Dal-ja's Spring                       | Choon-ha            |                     |               |
| 2008    | The Kingdom of the Winds              | Chu Bal-so          | 34 episodios        |               |
| 2010    | Give Me Your Memory: Pygmalion's Love | Kim Gyeon           |                     |               |
| 2010    | Bad Guy                               | Hong Tae-sung       | 17 episodios        |               |
| 2010    | Marry Me, Mary!                       | Byun Jung-in        | 16 episodios        |               |
| 2013    | Who Are You?                          | Lee Hyung-joon      | 16 episodios        |               |
| 2014    | Inspiring Generation                  | Kim Soo-ok          |                     |               |
| 2014    | 4teen                                 | Joon-yi (de adulto) | Drama Festival      |               |
| 2015    | Sweet Temptation                      | Seok-min            |                     |               |
| 2017    | Voice                                 | Mo Tae-goo          |                     | [ 26 ]        |
| 2017    | Temperature of Love                   | Park Jung-woo       | 40 episodios        |               |
| 2018    | The Guest                             | Choi Yoon / Matthew | 16 episodios        |               |
| 2018    | Quiz of God: Reboot                   | -                   | Cameo               |               |
| 2019    | Her Private Life                      | Ryan Gold           | 16 episodios        |               |
| 2022    | Crazy Love                            | Noh Go-jin          | 16 episodios        | [ 27 ]        |
| 2023-24 | El juego de la muerte                 | Jeong Gyu-cheol     | Serie web           | [ 28 ]        |
| 2025    | Luces, cámara, ¡amor!                 | Ko Jun              | Serie web en 10 ep. | [ 29 ]        |
| 2025    | Querido Hongrang                      | príncipe Han Pyeong | Serie web           | [ 30 ] [ 31 ] |

### Películas
| Año  | Título                | Personaje         | Notas                                                                                           |
| ---- | --------------------- | ----------------- | ----------------------------------------------------------------------------------------------- |
| 2006 | Monopoly              | -                 |                                                                                                 |
| 2008 | Antique Bakery        | Min Sun-woo (Ono) | junto a Joo Ji-hoon, Yeo Jin-goo, Ji Il-joo, Yoo Ah-in, Choi Ji-ho, Andy Gillet y Kim Chang-wan |
| 2010 | Heart of Gold         | Yoo-sung          |                                                                                                 |
| 2010 | Bang                  | Alex              |                                                                                                 |
| 2015 | C'est Si Bon          | Kang Myung-chan   | junto a Jung Woo, Han Hyo-joo, Jin Goo, Kim In-kwon, Kim Mi-kyung y Ki Do-hoon                  |
| 2015 | Planck Constant       | Kim Woo-joo       |                                                                                                 |
| 2016 | Two Rooms, Two Nights | In-sung           |                                                                                                 |
| 2016 | The Last Princess     | So Takeyuki       | junto a Son Ye-jin, Park Hae-il, Yoon Je-moon y Go Soo                                          |
| 2017 | Another Way           | Soo-wan           | junto a Seo Ye-ji, Choi Deok-moon, Kang Soo-jin y Jo Young-jin                                  |
| 2018 | Butterfly Sleep       | So Chan-hae       | junto a Miho Nakayama, Anna Ishibashi, Shun Sugata y Masanobu Katsumura                         |

### Programas de variedades
| Año  | Título   | Notas                  |
| ---- | -------- | ---------------------- |
| 2016 | Life Bar | (ep. 60-61) - invitado |

### Documental
| Año  | Título                        | Notas                                     |
| ---- | ----------------------------- | ----------------------------------------- |
| 2020 | My Dear Youth – Coffee Prince | (documental sobre la serie Coffee Prince) |

### Presentador
| Año  | Programa                | Notas                    |
| ---- | ----------------------- | ------------------------ |
| 2019 | Melon Music Awards 2019 | presentador de categoría |

### Teatro
| Año  | Obra    | Personaje               | Notas          |
| ---- | ------- | ----------------------- | -------------- |
| 2018 | Amadeus | Wolfgang Amadeus Mozart | junto a Lee El |

## Premios y nominaciones
| Año  | Premios                                 | Categoría                                         | Trabajo             | Resultado | Ref.          |
| ---- | --------------------------------------- | ------------------------------------------------- | ------------------- | --------- | ------------- |
| 2007 | 1st Korea Drama Award                   | Netizen Popularity Award                          | Coffee Prince       | Ganó      |               |
| 2008 | 16th Korean Culture Entertainment Award | Best New Actor                                    | Antique             | Ganó      |               |
| 2008 | Asia Model Festival Award               | Fashionista Award                                 | -                   | Ganó      | [ 34 ]        |
| 2017 | SBS Drama Award                         | Excellence Award, Actor in a Monday–Tuesday Drama | Temperature of Love | Nominado  |               |
| 2019 | StarHub Night of Stars 2019 Award       | Best Male Asian Star                              | Her Private Life    | Ganó      | [ 35 ] [ 36 ] |